# Prokatalepsis
Die Prokatalepsis (griechisch προκατάληψις „das Zuvorkommen“) oder kurz Prolepsis (gr. πρόληψις „die Vorwegnahme“), auch Antizipation (lateinisch anticipātiō, von anti-cipere: „vorweg-nehmen“) genannt, ist eine rhetorische Figur, mit der die Vorwegnahme eines Einwandes bezeichnet wird, der gegen das Vorgetragene vorgebracht werden könnte. Dadurch wird angezeigt, dass der Einwand bekannt ist, und die Gefahr, mit diesem Einwand unterbrochen zu werden, schwindet.
Beispiel: „Man könnte einwenden, dieser Artikel sei zu kurz für die Wikipedia; dennoch ist er sinnvoll, da er als Ausgangsbasis für einen längeren Artikel dienen kann.“
Von der Concessio, die ein tatsächlich geäußertes gegnerisches Argument anerkennt, aber abmildert oder relativiert, unterscheidet sich die Antizipation dadurch, dass diese ein vermutetes Argument des Gegners vorwegnimmt und evtl. sogar widerlegt.